# Tommy Briggs
Thomas Henry Briggs (* 27. November 1923 in Chesterfield; † 10. Februar 1984 in Grimsby) war ein englischer Fußballspieler.

## Sportlicher Werdegang
Briggs diente während des Zweiten Weltkriegs in der Royal Navy und schloss sich nach der Entlassung aus dem Dienst im Frühjahr 1946 dem seinerzeitigen Zweitdivisionär Plymouth Argyle an. In der Spielzeit 1946/47 blieb er jedoch ohne Spieleinsatz für den Klub. 
Im Mai 1947 wechselte Briggs zu Grimsby Town in die First Division. Am Ende der Spielzeit 1947/48 stieg der Stürmer mit dem Klub, für den er im Saisonverlauf fünf Tore in 24 Erstligaspielen erzielt hatte, als Tabellenschlusslicht ab. Während der Klub in der anschließenden Zweitligasaison 1948/49 nur den elften Tabellenplatz erreichte, platzierte sich Briggs mit 26 Saisontoren hinter Charlie Wayman vom Tabellendritten FC Southampton an zweiter Stelle der Torschützenliste. In der folgenden Spielzeit wechselten die Positionen in der Torschüt zenliste, als er mit 35 Treffern Torschützenkönig der zweithöchsten Spielklasse wurde. Auch wenn er weiterhin torgefährlich war, verlief die Spielzeit 1950/51 für den Klub weniger erfolgreich und er fand sich schnell am unteren Ende der Tabelle wieder. Daraufhin folgte Briggs im Januar 1951 einem Angebot des Ligakonkurrenten Coventry City. Während Grimsby Town am Saisonende abstieg, konnte er sich jedoch bei seinem neuen Klub nicht durchsetzen. Kurz nach Beginn der Spielzeit 1951/52 verließ er nach nur elf Spielen, in denen er sieben Tore erzielt hatte, den Klub in Richtung des Ligakonkurrenten Birmingham City. Zwar war er dort mit 19 Treffern bester vereinsinterner Torschütze, aufgrund der gesamthaft geringeren Torgefährlichkeit der Mannschaft hatte diese gegenüber Cardiff City einen schlechteren Torquotienten und verpasste somit als Dritter den Sprung in die Erstklassigkeit. In der folgenden Saison blieb er weit hinter der vorherigen Torgefahr zurück und erzielte bis zum Herbst in 17 Spielen nur vier Tore.
Im November 1952 holten die Blackburn Rovers Briggs als Ersatz für den kurz zuvor innerhalb der Second Division zu Leeds United transferierten Albert Nightingale. Nachdem er anfangs etwas Anlauf brauchte, kehrte er ab der Spielzeit 1953/54 zu alter Torgefahr zurück und erzielte in vier aufeinander folgenden Spielzeiten für den Klub jeweils über 30 Saisontore. Platzierte er sich mit 32 Saisontoren zunächst hinter John Charles, wurde er mit 33 Treffern in der folgenden Spielzeit ein zweites Mal Zweitliga-Torschützenkönig. Dabei hatte er alleine beim 8:3-Erfolg gegen die Bristol Rovers im Februar 1955 sieben Tore erzielt. In den anschließenden Spielzeiten stellte Leicester City den Torschützenkönig, als er sich mit 31 respektive 32 Saisontoren hinter Willie Gardiner und Arthur Rowley einreihen musste. In der Spielzeit 1957/58 kämpfte Briggs mit Verletzungen und einem anschließenden Formverlust, so dass er ins zweite Glied rückte. Während der Klub als Tabellenzweiter am Ende in die First Division aufstieg, verließ er kurz vor Saisonende im März 1958 den Klub und kehrte zu Grimsby Town zurück. Auch hier kam er nur unregelmäßig zum Einsatz, als er mit der Mannschaft am Ende der Spielzeit 1958/59 aus der zweiten Liga abstieg. Anschließend war Briggs Spielertrainer beim nordirischen Klub Glentoran FC, mit dem er in der Spielzeit 1959/60 Vizemeister wurde.